# MiG-31
MiG-31 (ros. МиГ-31, oznaczenie NATO „Foxhound”) – dwumiejscowy, naddźwiękowy ciężki myśliwiec przechwytujący konstrukcji radzieckiej.

## Opis
Według założeń miał być połączeniem Tu-128 i MiG-25. Pierwszy z nich wyróżniał się bardzo dużym zasięgiem jak na myśliwce tamtych lat (2565 km zasięgu praktycznego), a drugi prędkością (Mach 3). MiG-31 miał więc połączyć zalety obu tych samolotów. W biurze projektowym Mikojana i Guriewicza badano samolot pod względem walki z nowym bombowcem USA – B-1B. Maszyna miała trafić do PWO (obrony powietrznej) Związku Radzieckiego. Myśliwiec był wyjątkowy, ponieważ pierwszy raz na świecie w samolocie produkowanym seryjnie zamontowano radar ze skanowaniem fazowym Zasłon, co oznacza, iż ten statek powietrzny ma możliwość zwalczania wielu celów powietrznych naraz. Umożliwia to zwalczanie pocisków samosterujących przenoszonych przez B-1B. Maksymalny zasięg radaru wynosi 320 km, wykrywa on jednocześnie wiele celów, z czego automatycznie śledzi 10. Jednocześnie może odpalić salwę 4 rakiet do 4 znacznie oddalonych od siebie manewrujących obiektów. Ówcześnie takie zadanie mógł wykonać tylko system z samolotu F-14 – AWG-9, z tym że cele musiały lecieć blisko siebie i nie wykonywać gwałtownych manewrów. Poza tym samolot posiada bogate wyposażenie awioniczne jak: wysuwany termonamiernik, systemy pozwalające operować nad terenami, na których nie znajdują się naziemne pomoce nawigacyjne: RSBN, RSDN (radiotechniczne systemy bliskiej i dalekiej nawigacji), system Tropik, wykorzystujący nawigację satelitarną, oraz wiele innych. Jednak najciekawszymi urządzeniami są systemy wymiany danych APD-518 i dekryptażu RK-RŁDN, które pozwalają niejawnie przekazywać informacje o celach innym samolotom oraz stanowiskom naziemnym. Umożliwia to grupie czterech MiG-31 patrolować pas o szerokości 800–900 km. Urządzenia te opracowano w początku lat 70. XX w. i stanowią ciekawostkę w porównaniu do np. amerykańskiego JTDS z lat 90. XX w. Wyjątkowość samolotu polega też na tym, że jako jeden z niewielu samolotów produkowanych seryjnie (poza MiG-25, SR-71, Eurofighter Typhoon, F-22 i Concorde) jest w stanie długotrwale utrzymywać prędkość naddźwiękową bez użycia dopalacza (właściwość supercruise).

## Historia
Prototyp Je-155MP został oblatany 16 września 1975 roku. Po serii próbnej zaczęto produkować główną wersję samolotu. Po zdradzie A. Tołkaczewa i przekazaniu danych systemów pokładowych samolotów myśliwskich funkcjonariuszom CIA, opracowano zmodyfikowaną wersję MiG-31B (starsze egzemplarze doprowadzono do tego standardu w zakładach remontowych, oznaczając je literami BS). Ocenia się, że możliwości bojowe po tej modyfikacji wzrosły co najmniej o 50%. Z powodu zmian organizacyjnych w lotnictwie Rosji w latach 90. XX w. opracowano wielozadaniową wersję oznaczoną jako MiG-31FE oraz zaoferowano ją na rynku międzynarodowym w wersji eksportowej. Została ona zmodernizowana do przenoszenia kierowanego i niekierowanego uzbrojenia powietrze-ziemia. Poza wymienionymi wersjami opracowano samolot do zwalczania satelitów ze specjalną rakietą oraz wersję M – z awangardowym radiolokatorem Zasłon-M o niezwykle dużych możliwościach. Pozostała ona tylko w prototypach. Obecnie MiG-31 jest podstawą obrony powietrznej w WWS Rosji (PWO wcielono do WWS Lotnictwa Frontowego). W 2005 roku rozpoczęto kompleksową modernizację samolotu, jednak prace są utajnione.
Do 2020 roku ponad 60 samolotów MiG-31 rosyjskich wojsk lotniczych ma zostać zmodernizowanych do wariantu MiG-31BM. W grudniu 2011 MO FR podpisało umowę z ОАО «ОАК» na modernizację tych statków powietrznych. Po realizacji zamówienia Rosja będzie posiadać 80 samolotów MiG-31BM. Rosja wykorzystuje operacyjnie ok. 150 MiG-31 (różne źródła podają liczby, różniące się o kilkadziesiąt egz.), a ok. 100 znajduje się w rezerwie. Wojska lotnicze Kazachstanu posiadają 43 samoloty.
Modernizacja 10 samolotów została krytycznie oceniona – aby obniżyć koszty nie zmieniono pasywnej anteny radaru, a jedynie dokonano wymiany podzespołów radaru.
27 listopada 2014 r. MO FR podpisało drugi kontrakt z OAK na modernizację co najmniej 50 MiG-31BM. Samoloty mają zostać wyposażone w radiolokator Zasłon-M, o możliwości wykrycia celu typu myśliwiec z odległości do 320 km, a przechwytywanie takich obiektów na dystansie do 280 km.
W 2018 roku ujawniono wersję oznaczoną jako MiG-31K. Maszyna jest nosicielem kompleksu Ch-47M2 Kindżał.

## Uzbrojenie
Samolot może przenosić uzbrojenie o maksymalnej masie 9 ton, w skład którego wchodzą (dane dla wersji MiG-31BM):

### Rakiety
- R-33,
- R-73,
- R-77,
- R-40,
- R-60,
- R-37,
- Ch-58,
- Ch-31,
- Ch-25,
- Ch-59,
- Ch-29.

### Bomby
- KAB-500,
- KAB-1500.